# Вибух на фабриці феєрверків у Стамбулі
Вибух на фабриці феєрверків у Стамбулі стався 1 лютого 2008 р. Несподівано вибухнула нелегальна фабрика феєрверків. За деякими повідомленнями, принаймні 22 людей загинуло і принаймні 100 зазнало травм; за іншими даними, загинули 17 і було поранено 40 чоловік. Будівля, у якій була розташована нелегальна фабрика, знаходилася у промисловому передмісті Стамбула (Davutpaşa). Вона являла собою багатоповерховий комплекс майстерень, у якому працювали також виробники фарб і текстильних виробів. Повідомлялося про два окремих вибухи з інтервалом приблизно п’ять хвилин. Перший із них, імовірно, стався на верхньому поверху фабрики феєрверків, а другий, потужніший, — у котлах у фундаменті будівлі, де було розташовано виробництво фарб.
Після вибуху будівля частково повалилася, що й спричинило чимало жертв: людей роздушили поверхи, які обвалилися.
Як повідомляється, ще до цього інциденту органи влади двічі закривали фабрику, але вона продовжувала працювати нелегально.

## Зноски
1. 1 2  The New York Times (1 лютого 2008). Fireworks Explosion in Istanbul Kills 22. The New York Times (англ.). ISSN 0362-4331. Архів оригіналу за 20 грудня 2016. Процитовано 4 березня 2017.
2. 1 2  Illegal Fireworks Blast Leaves 17 Dead. SKY News. 31 січня 2008. Процитовано 4 вересня 2011.
3. 1 2  Could factory blast have been averted?. todayszaman.com. TODAY'S ZAMAN. 2 лютого 2008. Архів оригіналу за 18 жовтня 2012. Процитовано 4 вересня 2011.
4. ↑  Blast at Istanbul fireworks factory kills 20. Hindustan Times (англ.). 1 лютого 2008. Процитовано 16 квітня 2021.